# Mycodrosophila shikokuana
Mycodrosophila shikokuana är en tvåvingeart som beskrevs av Toyohi Okada 1956. Mycodrosophila shikokuana ingår i släktet Mycodrosophila och familjen daggflugor. Inga underarter finns listade i Catalogue of Life.